# Seznam vysokých škol v Ostravě

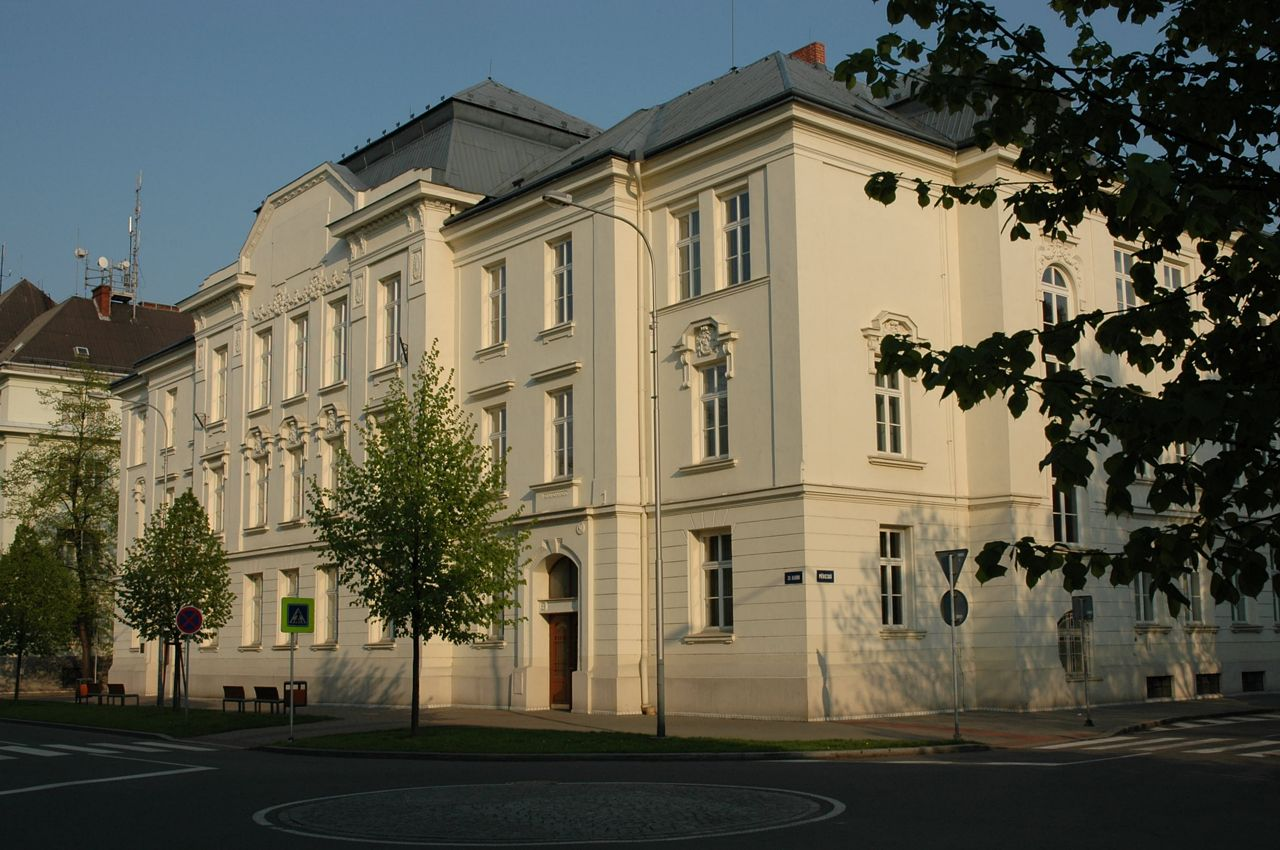
Ostravská univerzita

Seznam vysokých škol v Ostravě uvádí přehled všech státních, veřejných, soukromých a zahraničních vysokých škol v Ostravě. Je aktuální k březnu 2019 a dle MŠMT. Doplňkově jsou uvedeny i zaniklé vysoké školy dříve působící v Ostravě, a další vzdělávací subjekty.

## Veřejné vysoké školy
- Ostravská univerzita (Dvořákova 7)
- Vysoká škola báňská – Technická univerzita Ostrava (17. listopadu 15)

## Soukromé vysoké školy
- Vysoká škola podnikání a práva, a.s. (Michálkovická 181)

## Zahraniční vysoké školy
- Hornoslezská vysoká škola obchodní v Katovicích - zahraniční fakulta Ostrava (Nádražní 120)

## Ostatní
- Panevropská vysoká škola (Matrosovova 14)